# László Bárczay
Dans le nom hongrois Bárczay László, le nom de famille précède le prénom, mais cet article utilise l’ordre habituel en français László Bárczay, où le prénom précède le nom.
László Bárczay est un joueur d'échecs hongrois né le 21 février, (ou le 21 mai) 1936 à Miskolc et mort le 7 avril 2016. Grand maître international  depuis 1967, il participa à une olympiade d'échecs (en 1966) et à un tournoi interzonal (en 1967). Lors de l'olympiade d'échecs de 1966 à La Havane, il marqua 11 points sur 12 (+10 =2) et remporta la médaille d'or individuelle et la médaille de bronze par équipe.
Il était grand maître du jeu d'échecs par correspondance (ICCF) depuis 1979.

## Carrière aux échecs
Le premier résultat sur la scène internationale de Bárczay fut une cinquième place ex æquo (sur 16 participants) au mémorial Asztalos 1964 à Pécs. La même année, il fut 6e ex æquo à Varna en Bulgarie et septième au tournoi d'échecs de Reggio Emilia (1964-1965).
Bárczay reçut le titre de maître international en 1966 après sa médaille d'or individuelle à l'olympiade de 1966 et une troisième place au tournoi de Sombor. Il devint grand maître après sa victoire l'année suivante au tournoi de Salgotarjan (mémorial Asztalos, ex æquo) 1967 et sa troisième place au tournoi zonal de Vrnjačka Banja.
Grâce à son résultat au tournoi zonal de 1967, Bárczay put participer au tournoi interzonal de Sousse en Tunisie à l'automne 1967. Il finit 17e sur 22 joueurs.
En 1968, il finit cinquième à Sarajevo 1968 et quatrième à Berlin et Kecskemet (ex æquo).
En 1969, il fut vainqueur à Polanica-Zdroj (mémorial Rubinstein) 1969. 
En 1975, il termina deuxième du tournoi de  Lublin.
Par la suite, il remporta les tournois de
- Decin 1978 (ex æquo)
- Bajmok 1978,
- Hradec Králové 1979,
- Trenčianske Teplice 1981 et
- Astor (Floride) 1982.

Outre l'olympiade d'échecs de 1966, Bárczay participa aux championnats d'Europe par équipes en 1970 et 1977 et aux coupes d'Europe des clubs en 1994 et 1995.
Ses meilleurs classements Elo ont été de 2 490 points en 1967-1968 (classé 66e mondial, classement Elo non officiel) et de  2 485 points en 1976 (classé 110e joueur mondial).
Il commença à jouer par correspondance au début des années 1970 et reçut le titre de maître international ICCF en 1973  et celui de grand maître ICCF en 1979 après avoir remporté le mémorial Milan Vidmar par correspondance de 1973-1975.